# Usina Nuclear de Leningrado
Usina Nuclear de Leningrado (em russo:  Ленинградская атомная электростанция; Ленинградская АЭС ()) é uma usina de energia nuclear, localizada na cidade de Sosnovy Bor no Oblast de Leningrado, na Rússia, na costa sul do Golfo da Finlândia, a cerca de 70 quilômetros (43 mi) a oeste do centro da cidade de São Petersburgo. Ela consiste em quatro reatores nucleares do tipo RBMK-1000. Estes reatores são semelhantes aos reatores número 1 e 2 da Usina Nuclear de Chernobyl. Duas unidades do tipo VVER-1200 estão em fase de construção na Usina II para substituir os atuais reatores RBMK quando chegar o fim de sua vida de serviço.
Em 25 de outubro de 2008, em São Petersburgo, a Atomenergoproekt começou a concretagem da placa de fundação do edifício do reator da Unidade 1 da Usina Nuclear de Leningrado II. O custo do projeto é estimado em cerca de 70 bilhões rublos russos (RUR). Uma licença de construção foi emitida em 22 de julho de 2009.
Entre de maio de 2012 a dezembro de 2013, a Unidade 1 esteve offline enquanto os reparos foram feitos relacionados a alguns blocos de grafite moderador deformados.

## Dados dos reatores
| Unit              | Tipo de reator           | Potência elétrica em MW | Potência bruta em MW | Início da construção   | Eletricidade para a rede elétrica | Operação comercial      | Descomissionamento |
| ----------------- | ------------------------ | ----------------------- | -------------------- | ---------------------- | --------------------------------- | ----------------------- | ------------------ |
| Leningrado - 1    | RBMK-1000                | 925                     | 1000                 | 1 de março de 1970     | 21 de dezembro de 1973-           | 1 de novembro de 1974   | (2019)             |
| Leningrado - 2    | RBMK-1000                | 925                     | 1000                 | 1 de junho de 1970     | 11 de julho de 1975               | 11 de fevereiro de 1976 | (2021)             |
| Leningrado - 3    | RBMK-1000                | 925                     | 1000                 | 1 de dezembro de 1973  | 7 de dezembro de 1979             | 29 de junho de 1980     | (2025)             |
| Leningrado - 4    | RBMK-1000                | 925                     | 1000                 | 1 de fevereiro de 1975 | 9 de fevereiro de 1981            | 29 de agosto de 1981    | (2026)             |
| Leningrado II - 1 | VVER-1200/491 (AES-2006) | 1085                    | 1199                 | 25 de outubro de 2008  | 3 de setembro de 2018             | (2018)                  | -                  |
| Leningrado II - 2 | VVER-1200/491 (AES-2006) | 1085                    | 1199                 | 15 de abril de 2010    | (2019)                            | (2020)                  | -                  |
| Leningrado II - 3 | VVER-1200/491 (AES-2006) | 1085                    | 1199                 | (planejado)            | ?                                 | ?                       | ?                  |
| Leningrado II - 4 | VVER-1200/491 (AES-2006) | 1085                    | 1199                 | (planejado)            | ?                                 | ?                       | ?                  |

## Incidentes e acidentes

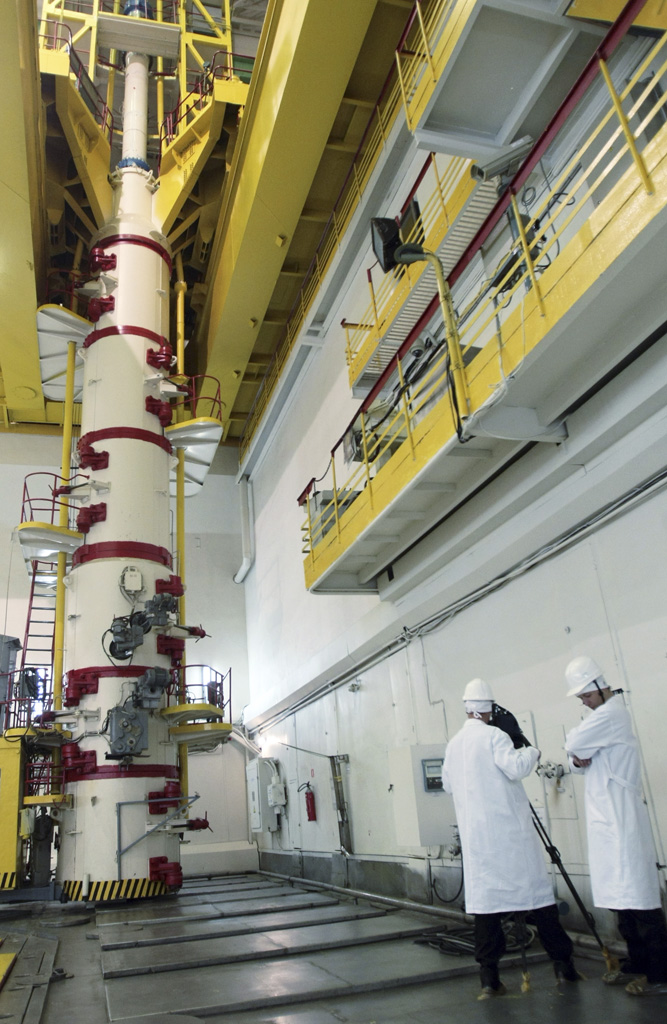
Combustível de tratamento de montagem em Leningrado, Usina de Energia Nuclear

O primeiro acidente na usina ocorreu pouco depois da primeira unidade entrar on-line. Em 7 de janeiro de 1975, um tanque de concreto contendo gases radioativos de Unidade 1 explodiu; não foram reportadas vítimas do acidente ou lançamentos de radiação.
Menos de um mês depois, em 6 de fevereiro de 1975, o circuito secundário de refrigeração da Unidade 1 foi rompido, liberando água contaminada para o meio ambiente. Três pessoas foram mortas, e o acidente não foi relatado na mídia.
Em 28 de novembro de 1975, um canal de combustível da Unidade 1 sofreu uma perda de líquido de arrefecimento, resultando na degradação de combustível nuclear que levou a uma significativa liberação de radiação durante um mês. Imediatamente após o acidente, o nível de radiação em Sosnovy Bor, a 5 quilômetros (3,1 mi) da unidade de energia afetada, foi de 600 mR/h; no total e  1,5 MCi foi liberado para o meio ambiente. Os habitantes expostos da região do Báltico não foram notificados sobre o perigo. O acidente não foi relatado na mídia. (Praticamente o mesmo acidente ocorreu na Unidade 1 da usina de Chernobyl, em 1982.)
Em julho de 1976 e novamente em setembro de 1979, devido à baixa cultura de segurança, um incêndio irrompeu em uma abóbada de concreto contendo resíduos radioativos. A água usada na extinção de incêndios foi contaminada, vazando para o meio ambiente. Isso não foi relatado na mídia.
Em 28 de dezembro de 1990, durante a reforma de Unidade de 1, notou-se que o espaço entre os canais de combustível e a pilha grafite (contaminados durante o acidente de 1975) ampliou-se. O grafite contaminado foi derramado e os níveis de radiação no espaço sob o reator aumentou. A radiação foi detectada a 6 km de distância da unidade, nada foi relatado na mídia.
Em 3 de dezembro de 1991, devido a falhas de equipamentos, 10 novas barras de combustível foram descartadas e danificadas. A equipe tentou encobrir o acidente da gestão.
Em março de 1992, de um acidente na usina nuclear liberou gases radioativos de iodo no ar através de uma ruptura no canal de combustível. Este foi o primeiro acidente na usina que foi anunciado nos meios de comunicação.
Em 27 de agosto de 2009, a unidade 3 foi desligada quando um buraco foi encontrado na descarga de uma bomba. De acordo com o sistema automatizado de controle de radiação, os níveis de radiação em torno dos 30
-quilômetro (19 mi) de monitoramento de zona foram normais. A gestão da usina refutou os rumores de um acidente e afirmou que a unidade 3 foi desativada por um "curto prazo para manutenção não programada", com uma reinicialização agendada para 31 de agosto de 2009.
Em 19 de dezembro de 2015, a unidade 2 foi desligada devido a quebra de um tubo de vapor.  Material não radioativo contaminado foi liberado. A situação dentro da Usina Nuclear de Leningrado e a área industrial em torno da estação não mudou e os níveis de radiação permanecem dentro dos limites naturais para a radiação de fundo.

## Galeria

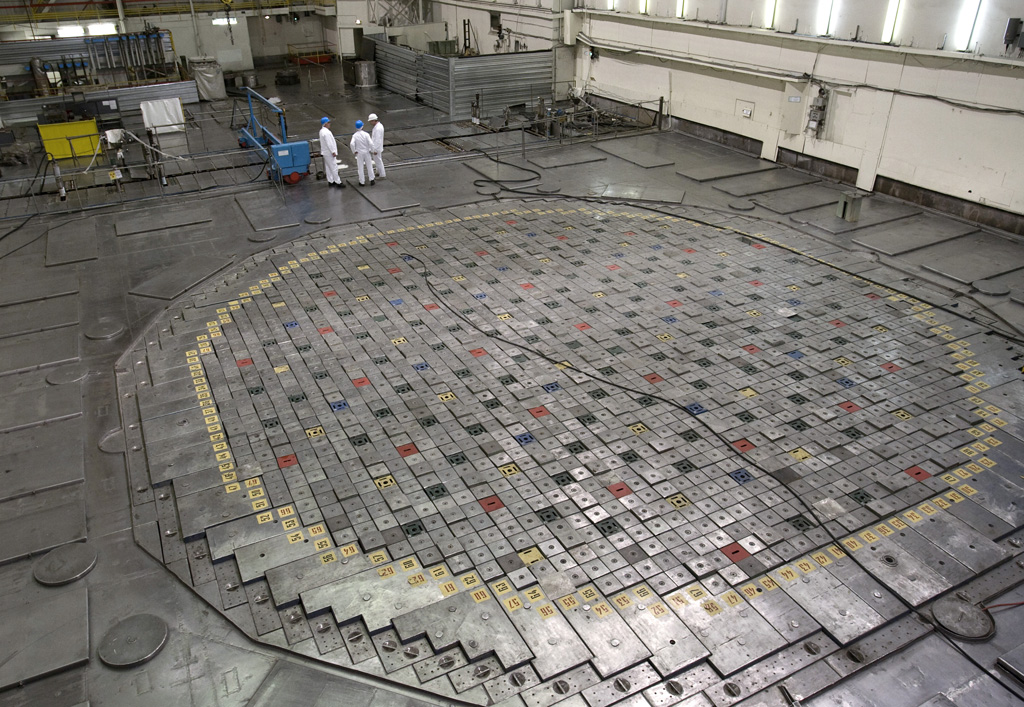
Sala do reator de uma das unidades RBMK
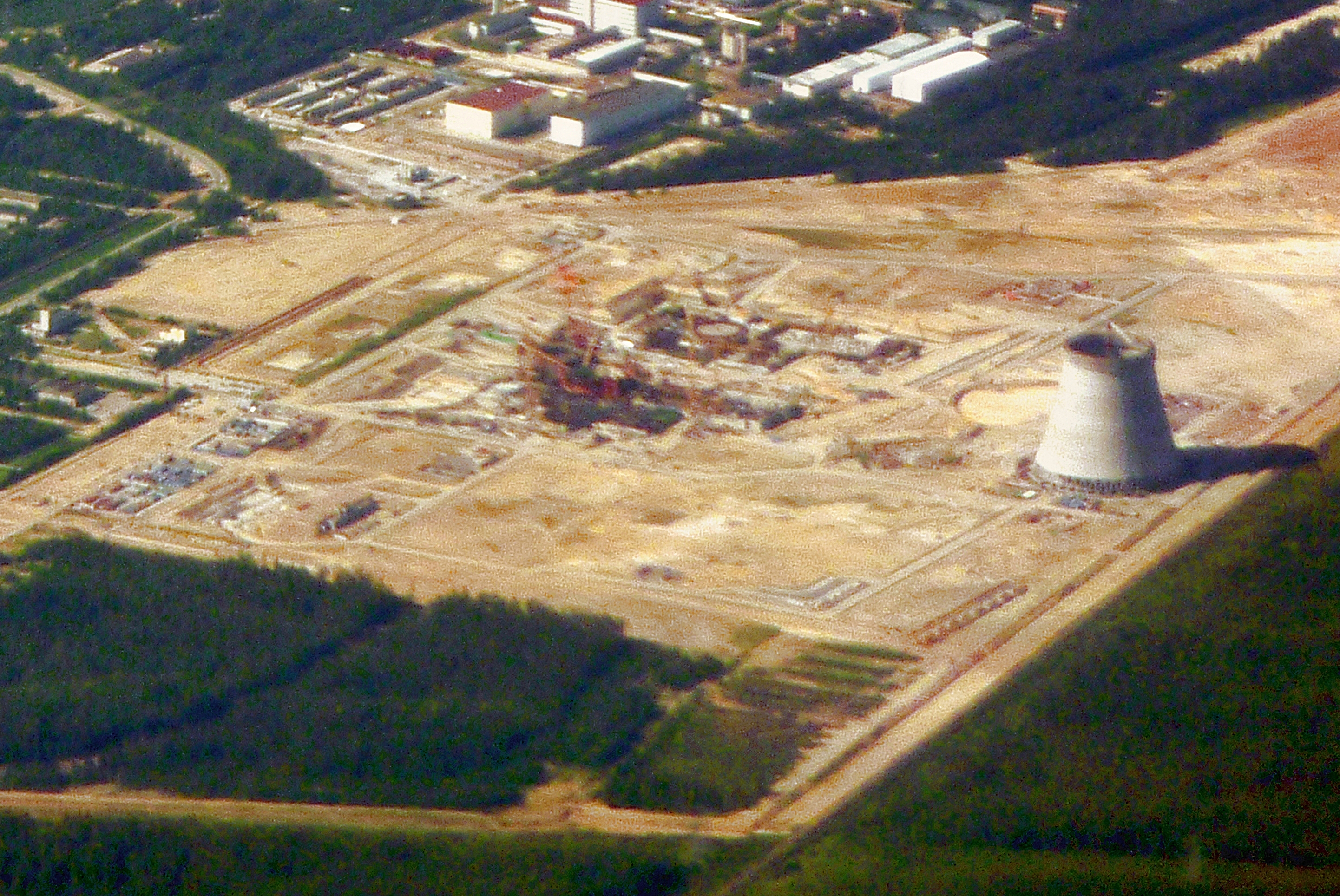
Construção da Usina Nuclear de Leningrado II, abril de 2010